# Farchad Achmedov
Farchad Tejmurovič Achmedov (in russo Фархад Теймурович Ахмедов?; in azero Fərhad Teymur oğlu Əhmədov; Baku, 15 settembre 1955) è un imprenditore e politico russo di origine azera, oligarca, miliardario, rappresentante del Consiglio della Federazione Russa sino al 2009 quando ha lasciato la politica e impegnato nel settore del gas e dell'energia.
Dal 2011 Achmedov è stato permanentemente nella lista delle 200 persone più ricche della Russia secondo la versione russa della rivista Forbes. Nel 2023 il suo patrimonio privato è stimato di 1,1 miliardi di dollari.

## Biografia
Achmedov è nato a Baku, nella Repubblica Socialista Sovietica Azera. È cresciuto a Goychay, nella regione centrale dell'Azerbaigian, dove lavorava suo padre. Si è diplomato al liceo nel 1971.
Achmedov ha lasciato l'Azerbaigian nel 1971, all'età di 15 anni, e si è trasferito a Mosca dove è entrato nella scuola tecnica professionale n. 85 (installatore) prima di essere chiamato a prestare servizio militare, dal 1975 al 1977, nella Marina come sergente maggiore e comandante di plotone.
Al termine del servizio ha presentato domanda di ammissione all'Istituto statale per le relazioni internazionali di Mosca (MGIMO) ma è stato respinto. Nel 1978 Achmedov è entrato all'Accademia veterinaria di Mosca intitolata a KI Skryabin, laureandosi nel 1983 in tecnologia e processo di commercializzazione di prodotti in pelliccia.

## Carriera aziendale
Dal 1986 al 1994 Achmedov ha vissuto a Londra, occupandosi inizialmente della vendita di zibellini sui mercati internazionali. Successivamente ha fondato e diretto la società Tansley Trading specializzata nella fornitura di attrezzature per l'industria petrolifera e del gas dell'URSS e commerciando anche in petrolio e prodotti petroliferi.

### Northgas
Nel 1995 Achmedov si è concentrato sugli affari in Russia. Ha acquistato una quota di minoranza in Northgas da Bechtel, una società di costruzioni americana. Ha presieduto il Consiglio di amministrazione della società di investimento FARCO Securities (1995-1998) ed è entrato nel Consiglio di amministrazione della Northgas Closed Joint Stock Company (1994-2001). Ha diretto il consiglio di amministrazione di Northgas, CJSC nel 2002. Sotto la sua guida l'azienda è passata alla redditività a lungo termine.
Nel 2005, minacciato dalla perdita della licenza per la produzione di gas da parte dello Stato russo, Achmedov ha accettato di cedere a Gazprom il 51% delle sue azioni.  Nel 2012, Achmedov ha venduto la sua partecipazione del 49% in Northgas a Novatek per 1,375 miliardi di dollari. All'inizio di quell'anno, Achmedov aveva minacciato di citare in giudizio Gazprom presso la London Court of International Arbitration per non aver rispettato l'accordo transattivo del 2005 firmato da Achmedov e dall'allora CEO di Gazprom, ora Primo Ministro della Russia Dmitry Medvedev, aumentando le tariffe sulla produzione di gas e riducendo le quote che Northgas era autorizzata a produrre.

### Azerbaijan
A cavallo degli anni '90, ha preso parte a negoziati internazionali sullo sviluppo di giacimenti di petrolio e gas in acque profonde nel bacino del Mar Caspio. Utilizzando contatti stabiliti in precedenza, ha contribuito ad attirare nel progetto le compagnie petrolifere americane, Amoco Eurasia Petroleum Corporation e McDermott International. È stato coinvolto in un accordo firmato a Baku il 20 settembre 1994 tra il neo-indipendente Azerbaigian e un consorzio internazionale di compagnie petrolifere sullo sviluppo delle risorse energetiche del Caspio.
Secondo le memorie di Achmedov, questi negoziati, iniziati prima del crollo dell'URSS, presentavano sfide politiche, organizzative e tecniche. La squadra che ha contribuito a portarli a una conclusione positiva comprendeva Natik Aliyev e Khoshbakht Yusifzade che in seguito divennero capi della compagnia petrolifera statale dell'Azerbaigian.
Dal 2009 è presidente del consiglio di amministrazione e azionista di AZNAR, un'azienda agricola e di succhi naturali con sede in Azerbaigian, che prende il nome da suo padre, Teymur Akhmedov.

## Carriera politica

### Russia
Nel 2004, Achmedov è stato nominato rappresentante dell'Amministrazione del Territorio di Krasnodar nel Consiglio della Federazione Russa (fino al 2007). È stato il primo, e rimane l'unico di etnia azera, a sedere nella Camera alta dell'autorità legislativa della Federazione Russa. Dal 2007 al 2009 è stato rappresentante dell'Assemblea dei deputati dell'Area autonoma di Nenets nel Consiglio della Federazione. Nel periodo 2007-2010, Achmedov è stato nella delegazione russa all'Assemblea parlamentare del Consiglio d'Europa (APCE).
Ha un blog personale sul portale Echo of Moscow, una fonte liberale di notizie in Russia che è caduta in conflitto con la censura russa sulla copertura della guerra in Ucraina.
Secondo Achmedov, è stato coinvolto nei negoziati per risolvere le controversie internazionali tra Russia e Turchia.  Il ministro degli Esteri turco Mevlüt Çavuşoğlu ha descritto Akhmedov come un intermediario diplomatico "che ha lavorato a stretto contatto con Putin e conosce bene Putin".
Nel gennaio 2018, Achmedov è stato incluso nel cosiddetto "rapporto del Cremlino", un documento del Tesoro degli Stati Uniti presentato al Congresso degli Stati Uniti in conformità con il Countering America's Adversaries Through Sanctions Act (CAATSA).

### Azerbaigian
Ha sostenuto le riforme liberali del presidente azero Ilham Aliyev. Achmedov ha agito da intermediario tra la società di pubbliche relazioni americana Ballard Partners e il regime autoritario di Ilham Aliyev in Azerbaigian. Nel 2017 è stato fotografato in un comitato nazionale repubblicano insieme a Lev Parnas e al repubblicano Steve Wynn.
Il 15 settembre 2020 Aliyev ha firmato un decreto sull'assegnazione a Farchad Achmedov dell'Ordine Dostlug per meriti nello sviluppo delle relazioni reciproche tra Azerbaigian e Russia dopo la guerra del Nagorno-Karabakh nel 2020.

## Vita privata
Achmedov possiede il superyacht Luna da 300 milioni di dollari, che ha acquistato dall'oligarca russo Roman Abramovich. Nel 2015 ha acquisito il dipinto Untitled Yellow and Blue dell'artista americano Mark Rothko per 46,5 milioni di dollari.